# Dekanat XXIII – Podwyższenia Krzyża Świętego w Wolbromiu
Dekanat wolbromski – Podwyższenia Krzyża Świętego – dekanat diecezji sosnowieckiej należący do 1992 do archidiecezji częstochowskiej. Patronem dekanatu jest Podwyższenie Krzyża Świętego.

## Parafie
Do dekanatu należą parafie:
1. Gołaczewy – Parafia św. Marii Magdaleny
2. Jangrot – Parafia św. Jana Chrzciciela
3. Mostek – Parafia Najświętszej Maryi Panny Częstochowskiej
4. Poręba Górna –Parafia św. Jana Chrzciciela
5. Ulina Wielka – Parafia św. Katarzyny
6. Wolbrom – Parafia Podwyższenia Krzyża Świętego